# Into My Arms
Into My Arms is een nummer van de Australische band Nick Cave and the Bad Seeds. Het nummer verscheen op hun album The Boatman's Call uit 1997. Op 27 januari van dat jaar werd het nummer uitgebracht als de eerste single van het album.

## Achtergrond
"Into My Arms" is een rustig liefdeslied, waarin zanger Nick Cave enkel wordt begeleid door een piano en een akoestische basgitaar. De tekst van het nummer gaat over de breuk tussen Cave en zijn eerste vrouw, de Braziliaanse journaliste Viviane Carneiro, en de latere korte relatie en breuk tussen hem en de Engelse muzikante PJ Harvey. In zijn lezing The Secret Life of the Love Song, gegeven aan de Academie van beeldende kunsten in Wenen, noemde Cave "Into My Arms" een van de nummers waar hij het meest trots op is. Tijdens de begrafenis van zijn goede vriend en INXS-zanger Michael Hutchence, later in 1997, zong Cave het nummer, maar verzocht wel dat de camera's die de dienst opnamen uit zouden worden gezet.
In de videoclip van "Into My Arms", opgenomen in zwart-wit tegen een zwarte achtergrond, zingt Cave het nummer terwijl beelden van verschillende mensen, die uiteindelijk gaan huilen, hem afwisselen. De video werd geregisseerd door Jonathan Glazer. Op de dvd The Work of Director Jonathan Glazer zei Cave dat hij het een goed geproduceerde video vond, maar dat hij de deprimerende clip niet vond passen bij het melancholische optimisme dat hij met het nummer wilde overbrengen.
"Into My Arms" werd een kleine hit in Australië, Nieuw-Zeeland en het Verenigd Koninkrijk. Opvallend genoeg bereikte het de achtste plaats in Noorwegen. Het nummer was genomineerd voor een ARIA Music Award, de Australische muziekawards, in de categorie "beste single van het jaar". De luisteraars van het Australische radiostation Triple J zetten het nummer op de achttiende plaats van de beste nummers van 1997. In 1998 zetten zij het nummer op de 84e plaats van de beste nummers ooit, en in 2009 steeg het nummer naar plaats 36. Het nummer is gecoverd door onder anderen Ane Brun en Roger Daltrey.
Het nummer kwam voor in de films Zero Effect (1998), On the Beach (2000), He Died with a Felafel in His Hand (2001), Gettin' Square (2003), About Time (2013) en Journeyman (2017). Ook kwam het voor in afleveringen van The L Word, Skins, City Homicide en The Mist.

## NPO Radio 2 Top 2000
| Nummer met noteringen in de NPO Radio 2 Top 2000 | '16 | '17 | '18 | '19 | '20 | '21 | '22 | '23 | '24 |
| ------------------------------------------------ | --- | --- | --- | --- | --- | --- | --- | --- | --- |
| Into My Arms                                     | 819 | 630 | 575 | 417 | 382 | 167 | 180 | 176 | 129 |

1. ↑  Een vetgedrukt getal geeft de hoogste notering aan.
2. ↑  2016 was het eerste jaar met een notering voor dit nummer.